# Une conspiration contre Murat
Pour plus de détails, voir Fiche technique et Distribution.
Une conspiration contre Murat (titre original : Una congiura contro Murat) est un film italien de Giuseppe Petrai,, sorti en 1912.
Ce film muet en noir et blanc met en scène le général français Joachim Murat, roi de Naples de 1808 à 1815.

## Fiche technique
- Titre original : Una congiura contro Murat
- Réalisation : Giuseppe Petrai
- Scénario : Giuseppe Petrai
- Société de production : Film d'Arte Italiana
- Société de distribution : Film d'Arte Italiana (Italie) ; Pathé Frères (France)
- Pays d'origine :  Royaume d'Italie
- Langue : italien
- Format : Noir et blanc – 1,33:1 – 35 mm – Muet
- Genre : film historique
- Longueur de pellicule : 665 m[3] (2 bobines)
- Durée : 31 minutes
- Année : 1912
- Dates de sortie :
  -  Royaume d'Italie : juillet 1912
  -  Espagne : juillet 1912
  -  Royaume-Uni : 13 juillet 1912
  -  France : 23 août 1912[4] (Cinéma Omnia Pathé[5], 5 boulevard Montmartre, Paris[6])
- Autres titres connus :
  -  Espagne : Una conspiración contra Murat
  -  Royaume-Uni : A Conspiracy Against Murat
  -  France : Une Conspiration contre Murat, roi de Naples[4]

## Distribution
- Vittorio Rossi Pianelli : Joachim Murat (Gioacchino Murat)
- Bianca Lorenzoni : Caroline Bonaparte (Carolina Bonaparte)
- Giovanni Pezzinga : le capitaine Renzi
- Fernanda Battiferri : Anna Perugini
- Ciro Galvani